# Podsavezna nogometna liga Vukovar 1965./66.
Podsavezna nogometna liga Vukovar (također i kao Liga Nogometnog podsaveza Vukovar) je bila liga četvrtog stupnja nogometnog prvenstva Jugoslavije u sezoni 1965./66. 
 
Sudjelovalo je 12 klubova, a prvak je bio klub "Sloga" iz Vukovara. 

## Ljestvica
| mj. | klub                   | ut. | pob. | ner. | por. | gol+ | gol- | bod |
| --- | ---------------------- | --- | ---- | ---- | ---- | ---- | ---- | --- |
| 1.  | Sloga Vukovar          | 22  | 16   | 2    | 4    | 83   | 22   | 34  |
| 2.  | Hajduk Tovarnik        | 22  | 12   | 4    | 6    | 61   | 50   | 28  |
| 3.  | Radnički Vukovar       | 22  | 10   | 6    | 6    | 48   | 37   | 26  |
| 4.  | Fruškogorac Ilok       | 22  | 10   | 3    | 9    | 77   | 64   | 23  |
| 5.  | Bršadin                | 22  | 10   | 3    | 8    | 62   | 52   | 23  |
| 6.  | Negoslavci             | 22  | 10   | 3    | 9    | 48   | 43   | 23  |
| 7.  | Sinđelić Trpinja       | 22  | 9    | 4    | 9    | 48   | 44   | 22  |
| 8.  | Poljoprivednik Ovčara  | 22  | 8    | 5    | 9    | 39   | 49   | 21  |
| 9.  | Vukovar                | 22  | 7    | 7    | 8    | 38   | 55   | 21  |
| 10. | Stjepan Supanc Vukovar | 22  | 8    | 3    | 11   | 56   | 43   | 19  |
| 11. | Mladost Svinjarevci    | 22  | 8    | 2    | 12   | 37   | 63   | 18  |
| 12. | Borac Bobota           | 22  | 1    | 3    | 18   | 17   | 83   | 5   |

- Ovčara - od 1991. dio naselja Grabovo, a kasnije naselja Grabovo dio (grad Vukovar)

## Rezultatska križaljka
| kratica | klub                   | BOR | BRŠ | FRU | HAJ | MLA | NEG | POLJ | RAD | SIN | SLO | STJS | VUK |
| --- | ---------------------- | --- | --- | --- | --- | --- | --- | ---- | --- | --- | --- | ---- | --- |
| BOR | Borac Bobota           |     |     |     |     |     |     |      |     |     |     |      |     |
| BRŠ | Bršadin                |     |     |     |     |     |     |      |     |     |     |      |     |
| FRU | Fruškogorac Ilok       |     |     |     |     |     |     |      |     |     |     |      |     |
| HAJ | Hajduk Tovarnik        |     |     |     |     |     |     |      |     |     |     |      |     |
| MLA | Mladost Svinjarevci    |     |     |     |     |     |     |      |     |     |     |      |     |
| NEG | Negoslavci             |     |     |     |     |     |     |      |     |     |     |      |     |
| POLJ | Poljoprivednik Ovčara  |     |     |     |     |     |     |      |     |     |     |      |     |
| RAD | Radnički Vukovar       |     |     |     |     |     |     |      |     |     |     |      |     |
| SIN | Sinđelić Trpinja       |     |     |     |     |     |     |      |     |     |     |      |     |
| SLO | Sloga Vukovar          |     |     |     |     |     |     |      |     |     |     |      |     |
| STJS | Stjepan Supanc Vukovar |     |     |     |     |     |     |      |     |     |     |      |     |
| VUK | Vukovar                |     |     |     |     |     |     |      |     |     |     |      |     |
| |                        |     |     |     |     |     |     |      |     |     |     |      |     |
| podebljan rezultat - utakmice od 1. do 11. kola (1. utakmica između klubova) rezultat normalne debljine - utakmice od 12. do 22. kola (2. utakmica između klubova) rezultat nakošen - nije vidljiv redoslijed odigravanja međusobnih utakmica iz dostupnih izvora rezultat smanjen * - iz dostupnih izvora nije uočljiv domaćin susreta prekrižen rezultat - poništena ili brisana utakmica p - utakmica prekinuta 3:0 p.f. / 0:3 p.f. - rezultat 3:0 bez borbe |                        |     |     |     |     |     |     |      |     |     |     |      |     |

 Izvori:

## Unutrašnje poveznice
- Slavonska zona 1965./66.